# سامسونج جالكسي إس ديوس 2
سامسونج جالكسي إس ديوس 2 (بالإنجليزية: Samsung Galaxy S Duos 2)،هو هاتف ذكي بنظام أندرويد يدعم شريحتي اتصال، من إنتاج وتسويق شركة سامسونج إلكترونيكس، ويعد خليفة مباشر لهاتف جالكسي إس ديوس الأصلي. وهو النسخة ذات الشريحتين من هاتف سامسونج جالكسي تريند بلس.
تم الكشف عنه في 30 نوفمبر 2013 في بعض الأسواق الآسيوية، وتم طرحه رسميًا في عدة دول في 5 ديسمبر 2013. وعلى عكس بعض طرازات سامسونج ذات الشريحتين الأخرى، ينتمي هذا الهاتف إلى فئة هواتف "S" الفاخرة. ويشترك في التصميم الخارجي والفيزيائي نفسه مع الطراز الأصلي، مع التركيز على تحسينات داخلية مثل ترقية المعالج وتحديث نظام التشغيل.

## الخصائص
- نظام التشغيل: أندرويد
- الكاميرا الأمامية: 0.3 ميجابكسل
- الكاميرا الخلفية: 5.0 ميجابكسل
- الشاشة: إل سي دي
- الوزن: 118 غ (4.2 أونصة)
- المعالج: 1.2 جيجا هرتز
- التخزين: 64 جيجابايت
- الشاشة: LSD